# Abdelkader Khchech
Abdelkader Khchech (arabe : عبد القادر خشاش), né le 22 juin 1986, est un footballeur tunisien évoluant au poste de défenseur.

## Carrière
- 2005-2007 : Sfax railway sport (Tunisie)
- 2007-juillet 2010 : Union sportive monastirienne (Tunisie)
- juillet 2010-juillet 2012 : Club africain (Tunisie)
- juillet 2012-janvier 2013 : Union sportive monastirienne (Tunisie)
- janvier-juillet 2013 : Club sportif sfaxien (Tunisie)
- juillet 2013-juillet 2014 : Jeunesse sportive kairouanaise (Tunisie)
- juillet 2015-juillet 2017 : Espérance sportive de Zarzis (Tunisie)

## Palmarès
- Coupe nord-africaine des clubs champions (1) : 
  - Vainqueur : 2010 avec le Club africain (Tunisie)
- Championnat de Tunisie (1) : 
  - Vainqueur : 2013 avec le Club sportif sfaxien (Tunisie)